# 방문신
방문신(1963년 11월 30일 ~)은 대한민국의 언론인이자 기업인이다.
SBS에서 기자로 활동했으며, 현재는 SBS 사장과 한국방송협회 회장직을 겸임하고 있다.

## 학력
- 화곡고등학교 졸업
- 서울대학교 경영학과 학사

## 경력
- 1988년 12월 1일 ~ 1991년 2월 28일 : 한국일보 기자
- 1991년 3월 1일 ~ 2000년 12월 31일 : SBS 공채 1기 기자 입사
- 2001년 1월 1일 ~ 2008년 12월 31일 : SBS 동경특파원
- 2009년 1월 1일 ~ 2012년 12월 31일 : SBS 정치부장
- 2013년 1월 1일 ~ 2013년 12월 31일 : SBS 편집부장
- 2013년 12월 20일 ~ 2014년 12월 20일 : 제61대 관훈클럽 감사
- 2014년 1월 1일 ~ 2016년 12월 31일 : SBS 보도국장
- 2017년 1월 1일 ~ 2019년 12월 31일 : SBS 논설위원
- 2018년 12월 20일 ~ 2019년 12월 19일 : 제66대 관훈클럽 총무
- 2019년 ~ 2020년 : 관훈클럽정신영기금 이사(총무)
- 2020년 1월 1일 ~ 2021년 12월 31일 : SBS 논설위원실장
- 2021년 ~ : 관훈클럽정신영기금 이사
- 2022년 1월 1일 ~ 2022년 12월 31일 : SBS 문화재단 사무처장
- 2023년 1월 1일 ~ 2023년 11월 30일 : SBS 보도 및 대외협력 총괄 부사장
- 2023년 12월 1일 ~ 현재  : 제 10대 SBS 사장
- 2023년 12월 1일 ~ 2024년 7월 31일 : 한국방송협회 부회장
- 2023년 12월 1일 ~ 2024년 7월 31일 : 사단법인 서울드라마어워즈 조직위원회 이사
- 2024년 8월 1일 ~ 현재  : 제27대 한국방송협회 회장
- 2024년 8월 1일 ~ 현재  : 사단법인 서울드라마어워즈 조직위원회 위원장
- 2024년 8월 1일 ~ 현재  : 한국언론진흥재단 비상임이사